# Hervormde kerk (Willige Langerak)
De hervormde kerk van Willige Langerak staat in het Zuid-Hollandse gedeelte van dit Nederlandse dorp. Het is een eenbeukige kerk die dateert van omstreeks 1650.

## Geschiedenis
De eerste vermelding van een eerdere kerk dateert uit 1272. De kerk werd destijds bestuurd vanuit het kapittel van Oudmunster. Deze voorganger van de huidige kerk is waarschijnlijk tijdens de Tachtigjarige Oorlog verwoest. 
De eerstesteenlegging van de nieuwe, drie geledingen tellende toren vond plaats in 1627. De kerk zelf dateert van omstreeks 1650. In het Rampjaar 1672 liep de kerk wederom schade op.
De kerk en de onderste torengeleding zijn witgepleisterd.
Tot het interieur behoren een preekstoel, een herenbank en een kerkenraadsbank uit de 17de eeuw. Het eveneens 17de-eeuwse doophek is een kopie van het oorspronkelijke exemplaar, dat zich thans in de Rotterdamse Sint-Laurenskerk bevindt. Het orgel dateert uit 1886 en is gebouwd door L. van Dam & Zn. te Leeuwarden.